# Hans-Peter Hörner
Hans-Peter Hörner (* 7. August 1951 in Singen (heute: Remchingen, Enzkreis)) ist ein deutscher Politiker (AfD). Seit 2021 ist er Abgeordneter im Landtag von Baden-Württemberg.

## Leben
Hörner machte zunächst seine Mittlere Reife am Markgrafen-Gymnasium in Karlsruhe und schließlich 1970 sein Abitur am Wirtschaftsgymnasium in Karlsruhe. Anschließend studierte er Biologie, Volkswirtschaftslehre und Betriebswirtschaftslehre an der Eberhard Karls Universität Tübingen und schloss diese jeweils mit dem ersten Staatsexamen ab. 1977 legte er das zweite Staatsexamen für das höhere Lehramt ab. Von 1978 bis 2019 war er als Berufsschullehrer am Berufsbildungszentrum Hechingen tätig. 

## Politik
Hörner war zwei Jahre Sprecher des AfD-Kreisverbandes Sigmaringen und zwei Jahre Sprecher des AfD-Ortsverbandes Hechingen. Seit 2017 ist er Sprecher des Kreisverbandes Zollernalb. Bei der Bundestagswahl 2017 trat er für die AfD im Wahlkreis Zollernalb – Sigmaringen an, verfehlte jedoch den Einzug in den Bundestag.
Nachdem er bereits im Januar 2021 als Finanzbeauftragter seines Landesverbandes eingesetzt worden war, wurde Hörner im September des Jahres zum Schatzmeister der AfD Baden-Württemberg gewählt und im Juli 2022 sowie Februar 2024 in diesem Amt bestätigt.
Bei der Landtagswahl in Baden-Württemberg 2021 wurde Hörner über ein Zweitmandat im Wahlkreis Balingen in den Landtag gewählt.
Auf Vorschlag der AfD Baden-Württemberg nahm er am 13. Februar 2022 an der 17. Bundesversammlung und der damit verbundenen Wahl des deutschen Bundespräsidenten teil.
Er ist sportpolitischer Sprecher der AfD-Fraktion.

## Kontroversen
Im Rahmen seiner Bundestagskandidatur erklärte Hörner im September 2017 über den 2020 aufgrund als antisemitisch aufgefasster Schriften aus der AfD ausgeschlossenen Landtagsabgeordneten Wolfgang Gedeon, er sehe ihn „nicht als Antisemiten“ und teile dessen Einschätzung, dass deutsche Bemühungen um Wiedergutmachung für den Holocaust in Israel „nicht anerkannt und wertgeschätzt“ würden.
Überregional bekannt wurde Hörner, nachdem der Tagesspiegel im März 2021 berichtete, er werde in einem Gutachten des Bundesamtes für Verfassungsschutz namentlich erwähnt. Anlass für die Erwähnung war eine Einschätzung, wie nahe Hörner dem völkisch-nationalistischen „Flügel“ vor dessen Auflösung stand. Dem Gutachten zufolge solle Hörner in seinem Kreisverband „gemäßigte Parteimitglieder „an den Rand gedrängt“ haben“. Dem Tagesspiegel gegenüber bestritt Hörner die Vorwürfe, nahm nach dessen Angaben jedoch den rechtsextremen AfD-Politiker und „Flügel“-Mitinitiator Björn Höcke in Schutz.
Nachdem sich Christian Streich, zu diesem Zeitpunkt Cheftrainer des baden-württembergischen Fußball-Bundesligisten SC Freiburg, öffentlich gegen die AfD positioniert hatte, bezeichnete Hörner diesen im Februar 2024 als „ungebildeten Scharfmacher“, der „die Geschichte eines Paralleluniversums studiert“ habe. Auch diese Äußerungen fanden überregionale Beachtung.

## Privates
Hörner ist verheiratet, hat sechs Kinder und wohnt in Frommern, einem Stadtteil von Balingen.